# 가와이촌 (니가타현)
가와이촌(川井村)은 니가타현 기타우오누마군에 존재했던 촌이다. 

## 역사
- 1889년 4월 1일 - 정촌제 시행에 의해 기타우오누마군 가와이촌이 성립하였다.
- 1954년 5월 1일 - 오지야시에 편입되어 소멸하였다.

## 참고문헌
- 『市町村名変遷辞典』東京堂出版、1990年。